# Tour de France 2014/7. Etappe
Die 7. Etappe der Tour de France 2014 fand am 11. Juli 2014 statt und führte von Épernay über 234,5 km nach Nancy. Im Verlauf der Etappe gab es einen Zwischensprint nach 148 km sowie zwei Bergwertungen der vierten Kategorie. Damit zählte die Etappe als Flachetappe, es gingen 189 Fahrer an den Start.

## Rennverlauf
Nach sechs gefahrenen Kilometern setzten sich Martin Elmiger (IAM) und Bartosz Huzarski (TNE) vom Feld ab. Wenig später stießen noch Alexandre Pichot (EUC), Matthew Busche (TFR), Nicolas Edet (COF) und Anthony Delaplace (BSE) zu ihnen. Die sechs Ausreißer lagen schnell 4:20 min vorn. Im Peloton machte die Cannondale-Mannschaft die Nachführarbeit. Der Vorsprung der Führenden begann unter der konsequenten Verfolgung im Hauptfeld abzunehmen, 183 Kilometer vor dem Ziel lagen die sechs nur noch 2:50 min vor den Favoriten auf den Tages- und Gesamtsieg.
Den Zwischensprint der Etappe entschied Elmiger für sich, dahinter folgten Pichot und Delaplace. Im Hauptfeld gewann Bryan Coquard (EUC) den Sprint vor Mark Renshaw (OPQ) und Peter Sagan (CAN). Der Vorsprung der Spitzengruppe schmolz unterdessen weiter bis auf 45 Sekunden rund 50 Kilometer vor Schluss. Wenig später attackierten Elmiger und Huzarski aus der Spitzengruppe und hängten die übrigen vier Fahrer ab. Sie wurden bald darauf vom Hauptfeld eingeholt. Die Zweierspitze konnte sich kurz wieder etwas weiter absetzen, wurde dann aber zu Beginn des Anstiegs nach Maron eingeholt. 20 Kilometer vor dem Ziel war das Hauptfeld somit wieder komplett. Die Steigung führte dazu, dass einige Sprinter abreißen lassen mussten. Simon Yates (OGE) aus Großbritannien sicherte sich die erste Bergwertung, die zweite an der Côte de Bouffler ging an Greg Van Avermaet (BMC).
Vier Kilometer vor dem Ziel konnten sich Sagan und Van Avermaet etwas absetzen, wurden aber noch eingeholt. Am Ende siegte der Italiener Matteo Trentin (OPQ) vor Sagan und Tony Gallopin (OPQ) im Sprint.

## Punktewertungen
| Zwischensprint in Hannonville-sous-les-Côtes nach 148,0 km auf 239 m |                    |                           |         |
| 1.                                                                   | Schweiz            | Martin Elmiger (IAM)      | 20 Pkt. |
| 2.                                                                   | Frankreich         | Alexandre Pichot (EUC)    | 17 Pkt. |
| 3.                                                                   | Frankreich         | Anthony Delaplace (BSE)   | 15 Pkt. |
| 4.                                                                   | Vereinigte Staaten | Matthew Busche (TFR)      | 13 Pkt. |
| 5.                                                                   | Frankreich         | Nicolas Edet (COF)        | 11 Pkt. |
| 6.                                                                   | Polen              | Bartosz Huzarski (TNE)    | 10 Pkt. |
| 7.                                                                   | Frankreich         | Bryan Coquard (EUC)       | 9 Pkt.  |
| 8.                                                                   | Australien         | Mark Renshaw (OPQ)        | 8 Pkt.  |
| 9.                                                                   | Slowakei           | Peter Sagan (CAN)         | 7 Pkt.  |
| 10.                                                                  | Italien            | Elia Viviani (CAN)        | 6 Pkt.  |
| 11.                                                                  | Italien            | Alessandro Petacchi (OPQ) | 5 Pkt.  |
| 12.                                                                  | Italien            | Fabio Sabatini (CAN)      | 4 Pkt.  |
| 13.                                                                  | Niederlande        | Niki Terpstra (OPQ)       | 3 Pkt.  |
| 14.                                                                  | Deutschland        | Marcel Kittel (GIA)       | 2 Pkt.  |
| 15.                                                                  | Frankreich         | Mickaël Delage (FDJ)      | 1 Pkt.  |

| Etappenziel in Nancy nach 234,5 km auf 213 m |             |                          |         |
| 1.                                           | Italien     | Matteo Trentin (OPQ)     | 45 Pkt. |
| 2.                                           | Slowakei    | Peter Sagan (CAN)        | 35 Pkt. |
| 3.                                           | Frankreich  | Tony Gallopin (LTB)      | 30 Pkt. |
| 4.                                           | Niederlande | Tom Dumoulin (GIA)       | 26 Pkt. |
| 5.                                           | Australien  | Simon Gerrans (OGE)      | 22 Pkt. |
| 6.                                           | Italien     | Daniel Oss (BMC)         | 20 Pkt. |
| 7.                                           | Frankreich  | Cyril Gautier (EUC)      | 18 Pkt. |
| 8.                                           | Frankreich  | Sylvain Chavanel (IAM)   | 16 Pkt. |
| 9.                                           | Belgien     | Sep Vanmarcke (BEL)      | 14 Pkt. |
| 10.                                          | Belgien     | Greg Van Avermaet (BMC)  | 12 Pkt. |
| 11.                                          | Frankreich  | Kévin Réza (EUC)         | 10 Pkt. |
| 12.                                          | Spanien     | Alejandro Valverde (MOV) | 8 Pkt.  |
| 13.                                          | Frankreich  | Arthur Vichot (FDJ)      | 6 Pkt.  |
| 14.                                          | Portugal    | Rui Costa (LAM)          | 4 Pkt.  |
| 15.                                          | Frankreich  | Romain Bardet (ALM)      | 2 Pkt.  |

## Bergwertungen
| Maron Kategorie 4 nach 217,5 km auf 398 m 3,2 km bei 5,0 % |                        |                   |        |
| 1.                                                         | Vereinigtes Konigreich | Simon Yates (OGE) | 1 Pkt. |

| Bouffler Kategorie 4 nach 229,0 km auf 333 m 1,3 km bei 7,9 % |         |                         |        |
| 1.                                                            | Belgien | Greg Van Avermaet (BMC) | 1 Pkt. |

## Aufgaben
- Darwin Atapuma (BMC): Aufgabe während der Etappe
- Stef Clement (BEL): Aufgabe während der Etappe
- Danny van Poppel (TFR): Aufgabe während der Etappe